# Oberpfuhl
L'Oberpfuhl est un lac d'Allemagne du nord, dans la région d'Uckermark au Brandebourg, à environ 80 km au nord de Berlin. Il fait partie du réseau des lacs entourant Lychen et du parc naturel des lacs d'Uckermark, comme le Nesselpfuhl ou le grand lac de Lychen.
Sa superficie totale est de 69,65 hectares. Il mesure 1,35 km de large et 600 m de long. Sa profondeur maximale est de 7 mètres.
On peut y pêcher l'anguille, la perche, le brochet, ou la sandre et y trouver le grèbe huppé ou la foulque macroule.